# Тило, Отто Вильгельм
Отто Вильгельм Тило (нем. Otto Wilhelm Thilo; 1848—1917) — российский медик, анатом, ортопед и естествоиспытатель немецкого происхождения; доктор медицины.

## Биография
Отто Вильгельм Тило родился 15 мая 1848 года в городе Риге. С 1869 по 1875 год изучал медицину в Университете Дерпта.
С 1875 по 1876 год он путешествовал по Египту, Палестине и Сирии. В 1877 году участвовал в качестве врача казачьего полка в русско-турецкой войне.
С 1879 по 1882 год О. В. Тило состоял ассистентом при Физиологическом институте в Дерпте. Заинтересовавшись механическими вопросами как в человеческом теле, так и у животных, он, чтобы максимально подробно подготовиться к изучению этого предмета, занимался черчением и рисованием в Рижском политехникуме, а также изучал в Берлине кинематику под руководством Франца Рёло.
После защиты докторской диссертации под заглавием «Die Sperrgelenke an den Stacheln einiger Welse, des Stichlings und Einhorns», Отто Вильгельм Тило был назначен на должность заведующего ортопедическим институтом в Риге.
Среди многочисленных публикаций Тило наиболее известны следующие: «Die Sperrgelenke an den Stacheln einiger Welse, des Stichlings und Einhorns» (диссертация, Дерпт, 1879); «Die Umbildungen an den Gliedmassen der Fische» («Morph. Jahrb.», Лейпциг, 1896); «Sperrvorrichtungen im Tierreiche» («Biol. Centralbl.», Эрланген, 1899); «Die Entstehung der Luftsäcke bei den Kugelfischen» («Anat. Anz.», Иена, 1899); «Das Ankern der Fische» («Corresp. bl. naturf. Ver.», Рига, 1900); «Methode d’Exercices et de mouvements proposée comme cure de maladies de nerfs» («Arch. de Neurol.», Париж, 1900); «Die Vorfahren der Schollen» («Известия Императорской Петербургской Академии наук», СПб., 1901).
Отто Вильгельм Тило умер 12 сентября 1917 года в родном городе.